# Dendroblatta clara
Dendroblatta clara är en kackerlacksart som beskrevs av Rocha e Silva och Fraga 1976. Dendroblatta clara ingår i släktet Dendroblatta och familjen småkackerlackor. Inga underarter finns listade i Catalogue of Life.